# Кристиансен, Эльзе Мари
Эльзе Мари Кристиансен-Карлсен (норв. Else Marie Christiansen-Carlsen; род. 13 мая 1921 года, Ларвик, ум. 19 сентября 2017 года, Реккевик Норвегия) — норвежская конькобежка, серебряный призёр чемпионата мира в классическом многоборье, 2-кратная серебряный призёр чемпионата Норвегии в многоборье.

## Биография
Эльзе Мари родилась в населенном пункте Торстранде в составе коммуны Ларвик. Её родителями были Адольф Лоуренс Кристиансен и Отилия ф. Андерсен. В детстве играла в гандбол, увлекалась плаванием. Отец побудил её усердно заниматься конькобежным спортом. Она выступала в качестве конькобежца с сезона 1937/1938 по 1939/1940, где участвовала в юношеских региональных соревнованиях за клуб "Fram". После этого пять лет её карьеры были потеряны из-за второй мировой войны.
Если бы этого не произошло, она смогла бы стать лучшей спортсменкой страны, после того как Лайла Шу Нильсен положила свои коньки на полку в 1940 году, и до того, как Ранди Торвальдсен не стала сильнейшей в середине 40-х. Она дебютировала на чемпионате Норвегии в 1946 году. Там она подружилась с советской спортсменкой Татьяной Карелиной, которая также участвовала в чемпионате. В 1947-м Мари заняла 2-е место в женском многоборье, уступив только Ранди Торвальдсен. 
Через год Эльзе Мари повторила результат, заняв второе место на дистанциях 500 м, 1500 м и 3000 м, но была четвертой на дистанции 1000 м после падения. В том же 1947-м она отправилась на чемпионат мира в Драммене, где неожиданно выиграла серебряную медаль в многоборье, проиграв 1-е место финской спортсменке Верне Леше. В 1948 году она вновь стала второй на чемпионате Норвегии и решила завершить карьеру спортсменки.

## Личная жизнь
Эльзе Мари вышла замуж 15 мая 1948 года за Харри Вика Карлсена. Он также был конькобежцем и представлял спортивный клуб "Форвард". У них родилась дочь Кайли Вик Карлссон. Эльзе Мари руководила продуктовым магазином "H.Krististansens Eftf" в 1947-1969 годах. Скончалась 19 сентября 2017 года в деревне Реккевик, муниципалитета Ларвик.